# Скар (Фарерские острова)
Скар (фар. Skarð) — покинутое поселение на Фарерских островах.
Скар находится на северо-востоке Фарерских островов, на восточном побережье острова Куной. Населяли Скар рыбаки со своими семьями. 23 декабря 1913 года во время рыбной ловли погибли все трудоспособные мужчины Скара. После этой трагедии старики, женщины и дети стали постепенно покидать посёлок. В 1919 году Скар покинули его последние жители. На сегодняшний день от бывшего поселения остались лишь руины отдельных зданий. До Скара ведут две дороги: более длинная и простая из посёлка Хеаральдссунд и более короткая и сложная горная тропа из посёлка Куной.
В 2013 году, к столетию трагедии на месте поселения был открыт памятник. На церемонии открытия присутствовало более 500 человек, в том числе потомки обитателей поселения.
В 1872 году в Скаре родился Симун ав Скарди, фарерский поэт и педагог, автор гимна Фарерских островов.